# Нонгтанг Лейма
Нонгтанг Лейма — богиня спокуси, грому та блискавки в міфології та релігії Мейтей, створена Атінкоком (або Салайленом), щоб залучити Харабу (Пахангба). Опанувала громи й блискавки в хаосі в ранньому світі та передбачила перший дощ. Також обмежує хаос та сприяє творенню.

## Етимологія
Жіноче ім'я «Нонгтханг Лейма» складається з двох слів мовою мейтей: «Нонгтханг» та «Лейма». Мовою мейтей (мовою маніпурі) «нонгтанг» означає блискавку. Саме слово «Нонгтханг» також складається з двох слів: «Нонг» та «тханг». «Нонг» означає дощ, а «Тханг» означає меч. Мовою мейтей (мовою маніпурі) «лейма» означає королева. Саме слово «Лейма» складається з двох слів «Лей» та «Ма». «Лей» означає суходіл, а «Ма» означає мати.

## Опис
Нонгтанг Лейма — це доісторичний символ майбі, що стала першою богинею Майбі, яка створила танцювальну форму. Пізніше її танцювальну форму продовжили інші богині.

## Міфологія

### Народження
Санамахі (Ашіба) створював Землю. Але його часто турбував молодший брат Пахангба (Хараба). Не маючи можливості виконувати будь-яку роботу, Санамахі поскаржився на це своєму батькові Салайлену (або Атінкоку, згідно з різними версіями). Салайлен створив божественну жіночу істоту. Він випустив її у великий простір (порожнечу) Всесвіту (космос). У безмежній порожнечі великого простору (порожнечі) божественна жіноча істота стала прекрасною і сяючою богинею. Її назвали «Нонгтанг Лейма», королевою блискавок.
В іншій версії історії Сідаба наказав Сідабі створити «Нонгтанг Лейма», божественну жіночу істоту, щоб виманити руйнівника з космічного творіння.

### Спокушання (Притягнення)
Нонгтанг Лейма, королева блискавок, заповнила порожній простір (порожнечу) яскравим світлом. Побачивши її, Пакхангба (Хараба) закохався в неї. Він перестав допомагати старшому братові створювати землю. Хараба прийшов до неї у великий простір. За цей час Санамахі (Ашіба) завершив створення Землі .

### Родина
Коли Ашіба (Санахі) побачив Нонгтанг Лейму, він захотів одружитися з нею. Таким чином вони воз'єдналися. Отже, Нонгтанг Лейма була дружиною Санамахі (Ашіба) і Пакхангби (Хараба). Нонгтанг Лейма також відома як Лангмай Сана Чінджароїбі. Після союзу Чінджароїбі та Санахі народився син на ім'я Лайсанг Кеквайба.

### Дві божественні форми
Згідно з «Політикою, суспільством і космологією на північному сході Індії», написаною Н. Віджайлакшмі, богиня Нонгтанг Лейма (Нонгтанг Лайрембі) після завершення створення Землі прийняла дві божественні форми. Однією з форм є Пантгойбі . Ця форма живе в будинку богів. Інша форма — «Апантоїбі». Ця форма живе серед живих істот.
| Твердження                                         | Пантхойбі | Апантоїбі |
| -------------------------------------------------- | --------- | --------- |
| Існування уявлень чи проявів у Всесвіті            | Ні        | Так       |
| Наявність окремих форм                             | Ні        | Так       |
| Існування форм як живих, так і неживих предметів   | Ні        | Так       |
| Представлення в усіх чеснотах і красі              | Так       | Ні        |
| Верховний творець (мати) усіх семи салаїв (кланів) | Ні        | Так       |

## Музика
Серед дев'яти форм музичних ритмів (Seisak s) Пена (музичний інструмент) Нонг Тханг Лейма Сейска є однією з них. Всі ці ритми поділяються на три рухи: повільний ритм, середній ритм і швидкий ритм. Пісня «Nongthang Leima» належить до швидкого ритму.

## Фестиваль
Під час фестивалю Лай Хараоба учасники танцюють, щоб догодити різним божествам. Серед них танцюристи-чоловіки, що діють за стилями Хараби (псевдонім Пакхангба), а танцівниці — за стилями богині Нонгтанг Лейми. Богиня Нонгтанг Лейма уособлює блискавку.

## Ототожнення з іншими божествами
Богиню Нонгтанг Лейма часто називають Леймарель Сідабі. Перша вважається втіленням останньої.